# Mihamská jaderná elektrárna
Mihamská jaderná elektrárna (japonsky 美浜発電所) Je provozní jaderná elektrárna v Japonsku. Nachází se na západě japonského ostrova Honšú na pobřeží Japonského moře v Mihamě (prefektura Fukui), 320 km západně od Tokia. Elektrárna provozuje jediný tlakovodní reaktor o hrubém výkonu 826 MW. Elektrárnu vlastní a provozuje společnost Kansai Elektric Power.

## Historie a technické informace

### Počátky
Kansai Electric Power, vlastník a provozovatel elektrárny, si jako kandidátská místa pro novou plánovanou jadernou elektrárnu vybrala poloostrov Noto až poloostrov Tango na straně Japonského moře a poloostrov Kii na straně Tichého oceánu kvůli dostupnosti rozsáhlé půdy a chladicí vody. V říjnu 1961 Kansai Electric Power Company vybrala dvě místa na poloostrově Curuga jako místa průzkumu; oblast Urasoko města Curuga a oblast Nyu města Mihama. Následující rok, v roce 1962, bylo rozhodnuto, že v oblasti Nyu, jedné ze zamýšlených lokalit, bude vybudována jaderná elektrárna.

### Výstavba
Výstavba prvního bloku byla oficiálně zahájena 1. února 1967. Jedná se o tlakovodní dvousmyčkový reaktor Mitsubishi M210. Hrubý výkon bloku činí 340 MW a čistý je 320 MW. První blok se poprvé stal kritickým dne 29. července roku 1970. Do rozvodné sítě byl přifázován 8. srpna 1970 a komerční provoz následoval 28. listopadu 1970.
Druhý blok se začal stavět 29. května 1968. Jedná se o tlakovodní dvousmyčkový reaktor Mitsubishi M212, který má delší aktivní zónu než první blok. hrubý výkon bloku činí 500 MW a čistý, který byl odesílán do sítě je 470 MW. Reaktor bloku poprvé dosáhl kritičnosti dne 10. dubna 1972, k síti byl poprvé připojený 21. dubna 1972 a komerční provoz následoval 25. července 1972.
Třetí blok oficiálně zahájil výstavbu 7. srpna 1972. Jedná se o tlakovodní třísmyčkový reaktor Mitsubishi M312 o hrubém výkonu 826 MW a čistém výkonu 780 MW. První kritičnost jádra proběhla 28. ledna 1976, do sítě byl poprvé blok přifázován 19. února 1976 a komerční provoz byl konečně zajájen 1. prosince 1976.

### Zemětřesení a tsunami v Tóhoku 2011
Bezprostředně po havárii v jaderné elektrárně Fukušima Daichii v březnu 2011 byly odstaveny všechny jaderné reaktory v Japonsku. Poté byla opakovaně nastolena otázka restartu mnoha reaktorů. Mnoho z nich však mezitím dosáhlo konce své životnosti a bylo tedy zbytečné vynakládat finanční prostředky na zlepšení bezpečnosti jejich provozu. V důsledku toho bylo v roce 2015 rozhodnuto o odstavení prvního a druhého reaktoru elektrárny. Bylo však schváleno spuštění nejnovějšího reaktoru, který však musel projít těžkou modernizací, která měla probíhat do března 2020 s odhadovaným rozpočtem 165 miliard jenů. Počítá se s tím, že třetí blok bude provozován 60 let.
Třetí blok elektrárny Mihama byl restartován 23. června 2021. Blok byl po 10 letech nečinnosti bez větších problémů začleněn do sítě po dokončení modernizačních prací.

### Incidenty
V roce 1974 musel být 1. blok odstaven z důvodu netěsností v potrubí parogenerátoru.
Dne 2. září 1991 prasklo potrubí parogenerátoru. V důsledku toho byl aktivován systém nouzového chlazení reaktoru. Malé množství radioaktivních látek uniklo do ovzduší.
Dne 17. května 2003 došlo k poruše parogenerátorů ve druhém bloku, ale tentokrát bylo zabráněno úniku radiace do ovzduší.
Dne 9. srpna 2004 v 15:30 místního času v elektrárně došlo v třetím bloku k prasknutí potrubí parogenerátoru. V důsledku přílivu horké páry, jejíž teplota se pohybovala od 150 do 200 stupňů Celsia, došlo k popálení čtyř lidí, z nichž jeden později zemřel v nemocnici. Celkově bylo v té chvíli v budově třetí energetické jednotky asi dvě stě lidí. Podle prohlášení japonské vlády k uvolnění radiace v tomto případě nedošlo, protože byl okamžitě spuštěn systém odstavení reaktoru. Mnoho vědců však tuto skutečnost zpochybňuje. Následně byla zjištěna nedbalost vedení a zaměstnanců jaderné elektrárny. Například turbína třetího reaktoru v době prasknutí potrubí parogenerátoru neměla dostatečné množství chladicí vody. Potrubí parogenerátoru bylo zeslabeno v důsledku dlouhodobé koroze, která nebyla zjištěna při plánovaných opravách reaktoru. Ukázalo se, že prasklé potrubí nebylo kontrolováno od roku 1996, ačkoli rok před nehodou bylo vedení stanice varováno před možným rizikem z důvodu stáří potrubí. Podle manažerů společnosti byla kontrola potrubí naplánována na 14. srpna 2004. V důsledku této havárie se ve všech jaderných elektrárnách v Japonsku provedla kontrola potrubí parogenerátoru. Až do roku 2011 se jednalo o nejhorší jadernou havárii v Japonsku.

## Informace o reaktorech
| Reaktor  | Typ reaktoru    | Výkon  | Výkon  | Zahájení výstavby | Připojení k síti | Uvedení do provozu | Uzavření    |
| Reaktor  | Typ reaktoru    | Čistý  | Hrubý  | Zahájení výstavby | Připojení k síti | Uvedení do provozu | Uzavření    |
| -------- | --------------- | ------ | ------ | ----------------- | ---------------- | ------------------ | ----------- |
| Mihama-1 | Mitsubishi M210 | 320 MW | 340 MW | 1. 2. 1967        | 8. 8. 1970       | 28. 11. 1970       | 27. 4. 2015 |
| Mihama-2 | Mitsubishi M212 | 470 MW | 500 MW | 29. 5. 1968       | 21. 4. 1972      | 25. 7. 1972        | 27. 4. 2015 |
| Mihama-3 | Mitsubishi M312 | 780 MW | 826 MW | 7. 8. 1972        | 19. 2. 1976      | 1. 12. 1976        |             |